# たいまつ祭り

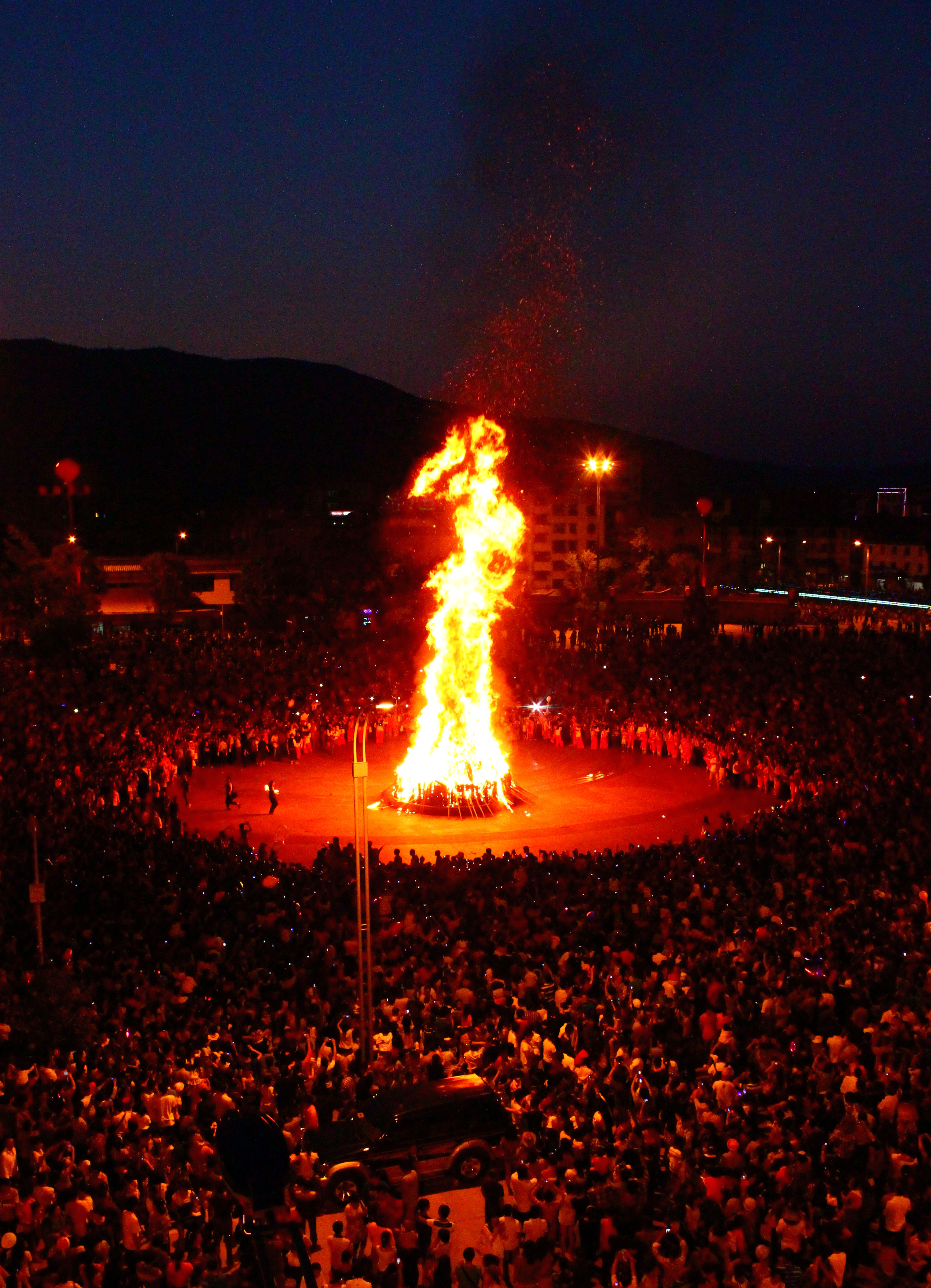
たいまつ祭り（中国四川省峨山イ族自治県で、2012年）

たいまつ祭り（たいまつまつり、中国語: 火把节、英語: Torch Festival）は、中国西南部のイ族の主要な祝日の一つであり、この地域の他の民族（バイ族、ハニ族、ラフ族、ナシ族、プミ族など）でも祝う。
イ族の暦で6月24～25日（グレゴリオ暦で8月）にお祝いする。1993年以来、四川省峨山イ族自治県政府は、レスリング、競馬、ダンスショー、美人コンテストなどを催す現代化された祭りを主催している。

## 参照項目
- 世界各地の火祭り